# Stimfal
Stimfal (în greacă Στύμφαλος, transliterat: Stymphalos, în latină Stymphalus) a fost un oraș grecesc, situat în nord-estul Arcadiei Antice.

## Localizare
Stimfalul e plasat pe o câmpie de aproximativ 10 km lungime, mărginită de Ahaia la nord, Sicionia și Fliasia la est, Mantinea la sud, Orcomen și Feneu la vest. Aceasta este înconjurată de munți, la nord ridicându-se Masivul Cilena (posibil mitica Stâncă a Scilei), din care coboară în câmpie un alt vârf proeminent, numit Muntele Stimfal (Στυμφαλος Oρος, Stymphalos Oros).
Muntele de la capătul sudic al câmpiei, opus Cilenei, se numea Apelaur (Ἀπέλαυρον, Apelauron), iar la poalele lui se vărsa în subteran lacul cu același nume ca orașul. Cel mai important dintre cele trei pâraie care trec prin zonă este unul care curge pe latura nordică a câmpiei și care avea, la rândul său, numele localității. A fost considerat de către antici drept principalul izvor care alimenta lacul.
Orașul antic se află la aproximativ 2 kilometri sud de localitatea modernă Stimfalia.

## Istorie
Orașul și-a derivat numele de la Stimfal, un fiu al lui Elat și nepotul lui Arcas. Vechea cetate, în care locuia Temen, fiul lui Pelasg, dispăruse în întregime în timpul lui Pausania și tot ceea ce acesta a putut afla despre ea a fost că Hera era venerată acolo în trei sanctuare diferite, sub formele de fecioară, soție și văduvă. Stimfalul este menționat de Homer în Catalogul Corăbiilor din Iliada ca fiind unul dintre polisurile ale căror trupe sunt conduse de Agapenor. Este menționat și de Pindar, care numește așezarea „mama Arcadiei”. 
Numele său nu apare prea des în lucrările istoricilor antici și își datorează importanța mai degrabă așezării geografice. Stimfalul era situat pe una dintre cele mai frecventate rute dinspre Argolida și Corint către vestul Peloponezului. În perioada elenistică, a fost capturat de Apolonide, un general al regelui macedonean Casandru și ulterior a aparținut Ligii Aheene. 
Pe vremea lui Pausania, în secolul al II-lea d.Hr., așezarea a fost inclusă de romani în provincia Argolida. 

### Participare la Jocurile Olimpice și Panelene
Pindar menționează un câștigător stimfalian al Jocurilor Olimpice, în cursa cu căruțe trase de catâri, și anume un bărbat pe nume Hagesia. Pausania menționează de asemenea și o statuie a lui Dromeu, un alergător pe distanță lungă din Stimfal care a câștigat de două ori Jocurile Panelene de la Dolic, în 484 și 480 î.Hr. 

## Religie
În mod necaracteristic distanței geografice considerabile, sanctuarul Artemidei din Stimfal este menționat, într-o inscripție de la începutul secolului al II-lea î.Hr., ca fiind dedicat Artemidei Brauriene. Aceasta era o variație a zeiței căreia îi fusese dedicat un titlu originar din Braur, o localitate din Atica. Pausania descrie în detaliu aspectul templului, menționând faptul că sub acoperișul acestuia se aflau figuri ale păsărilor stimfaliene, în timp ce în spate se aflau mai multe statui de marmură albă, reprezentând femei cu picioare de păsări. Acestea, foarte faimoase în mitologia greacă și a căror ucidere a fost una dintre cele șase munci a lui Heracle, sunt reprezentate deseori în Antichitate ca simbol al orașului. Templul pare să fi fost încă folosit și mai târziu, în epoca romană.

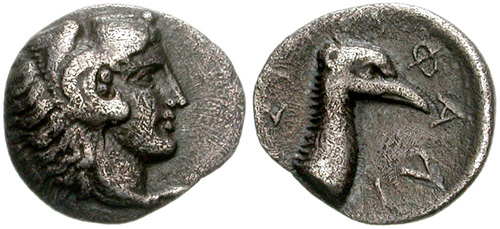
Obol de argint din Stimfal Avers: Heracle
Revers: Pasăre stimfaliană și inscripția ΣΤΥΜΦΑΛΙΑ (Stymphalia).

Săpăturile arheologice din 1925 au scos la iveală o inscripție care sugerează și venerarea Atenei, sub epitetul Polias (apărătoare a orașelor). De asemenea, o inscripție pe un ciob găsit în sit se referă la zeița nașterii, Ilitia, iar cantitățile mari de bijuterii de cupru sau bronz descoperite în zonă sugerează un sanctuar frecventat de femei. 
Cultul Demetrei și cel al lui Hermes sunt și acestea menționate ca fiind celebrate în Stimfal.

## Arheologie
Orașul antic este situat lângă Stimfalia modernă. Anastasios Orlandos a excavat părți ale sitului pentru Societatea Arheologică din Atena, între 1924 și 1930. Din 1982, au mai fost efectuate săpături pe malul de nord al lacului omonim, conduse de Hector Williams, pentru Universitatea din Columbia Britanică. 
Deși așezarea din Epoca Bronzului și din perioada clasică nu a fost localizată cu exactitate, cercetările arheologice și săpăturile au scos la iveală un oraș mai vechi, dar refondat în secolul al IV-lea î.Hr. Acesta a fost construit pe un plan predefinit, cu drumuri paralele, largi de șase metri și care circulau de la nord la sud. Se intersectau cu alte bulevarde principale, întinse de la est la vest, la intervale de peste o sută de metri. Au fost identificate mai multe case, precum și un teatru, o palestră, o vilă cu fântână, mai multe temple și sanctuarul religios principal.

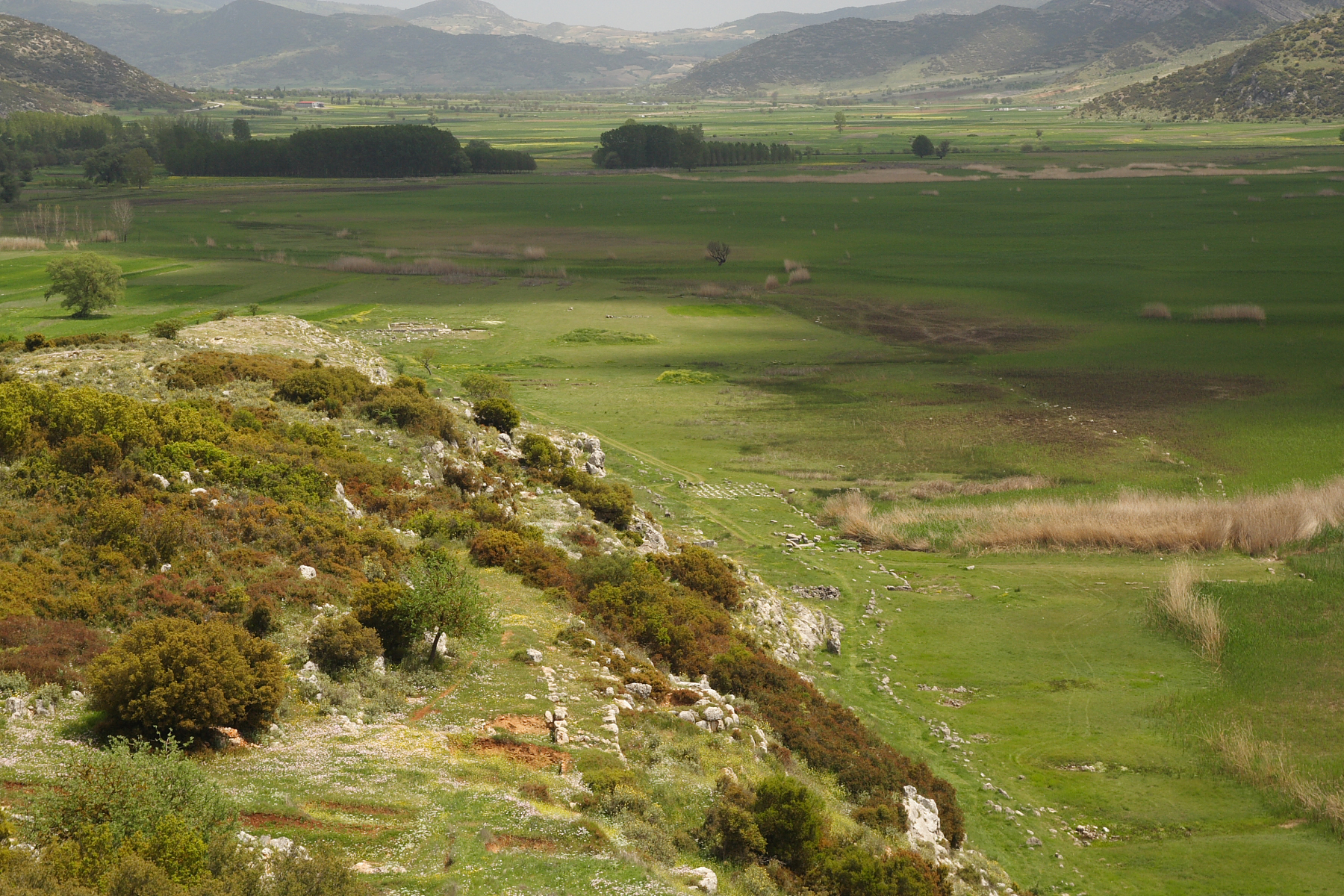
Situl arheologic al Stimfalului

Sanctuarul a fost distrus, probabil de romani, în 146 î.Hr., dar se pare că a fost vizitat și mai târziu, conform numeroaselor lămpi de ceramică romane găsite în împrejurimile acestuia. Patru mici cimitire, folosite de la sfârșitul secolului al IV-lea d.Hr. până la mijlocul secolului al VI-lea, atestă existența unei așezări romane târzii și bizantine timpurii în zonă, deși nu au fost găsite încă rămășițe de case sau biserici din acea perioadă. La nord de situl arheologic se regăsește mânăstirea cisterciană Zaraka, construită în secolul al XIII-lea de franci, în timpul Francocrației.